# Segusino
Segusino (Seguxin in veneto) è un comune italiano di 1 795 abitanti della provincia di Treviso in Veneto. Lungo il confine ovest è bagnato dalle acque del fiume Piave.

## Storia
Il toponimo, di origini latine, potrebbe avere una qualche relazione con l'antica Segusium (l'attuale Susa, in provincia di Torino); un'altra ipotesi lo avvicina all'aggettivo securum, in riferimento alla configurazione dell'ambiente circostante, facilmente difendibile.
La prima citazione scritta risale però al 983: in un documento il vescovo vicentino Rodolfo donava al monastero dei Santi Felice e Fortunato di Vicenza, appena devastato dagli Ungari, in Secusino caxale unum. In seguito la zona passò alla diocesi di Padova.
Uno scritto del 1192 è una delle poche testimonianze che ricordano il castello di Mirabello, una fortificazione posta al confine con Valdobbiadene di cui non resta nulla.
Nel 1297 Segusino divenne parrocchia, dipendendo per un periodo dalla pieve di Quero.
Dal 1358 il territorio fece parte del feudo dei Collalto che amministrarono il territorio anche sotto il governo della Serenissima. Seguì poi le sorti del Veneto passando da Napoleone, agli Austriaci e, infine, al Regno d'Italia.
Di notevole importanza Neolitica ed Eneolitica è inoltre il sito archeologico scoperto nel 2001 sulla cresta del monte Doc. Tale scavo ha portato alla luce ingenti quantità di selce primitivamente lavorata ma ha soprattutto confermato la presenza umana preistorica dedita alla pastorizia. La datazione effettuata con analisi al radiocarbonio su un carbone, rinvenuto nei pressi di quello che doveva essere un focolare, fornisce una datazione del sito a 4586-4686 a.C.

### Segusino e Chipilo

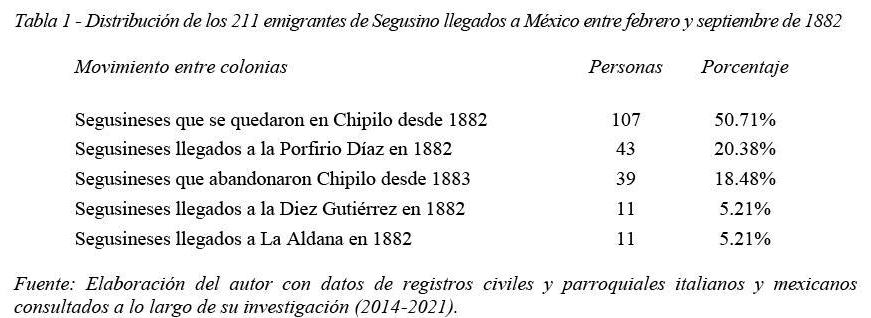
Segusinesi emigrati in Messico tra febbraio e ottobre 1882, le loro destinazioni e movimenti tra colonie. Immagine tratta dallo studio Emigración véneta en México: un caso de estudio entre historia y mito di Eduardo Montagner Anguiano su Visioni Latinoamericane 2022.

Nel 1882 avvenne un'emigrazione di italiani verso il Messico a causa del progetto di colonizzazione federale con agricoltori italiani promosso dal Porfiriato, in cui fu coinvolto Segusino. Sei colonie di italiani furono fondate in cinque province messicane ma, curiosamente, Segusino si appropriò simbolicamente della storia, della cultura e della lingua veneta di una sola di esse: Chipilo, a Puebla. Infatti, secondo quanto indagato dallo scrittore messicano Eduardo Montagner Anguiano, nel suo studio Emigración véneta en México: un caso de estudio entre historia y mito, pubblicato nel 2022 sulla rivista Visioni Latinoamericane, furono 211 segusinesi emigrati in Messico: di cui 146 destinati all'attuale Chipilo, e 39 partirono già nel 1883 verso altre colonie per conto proprio.
Ciò contraddice completamente la versione di Segusino, secondo la quale Chipilo sarebbe stata fondata esclusivamente da segusinesi con la missione di preservarne la lingua e la cultura per amore delle loro radici, come se quei segusinesi, in una solitaria epopea ma indissolubilmente uniti al loro comune natio, quasi senza accorgersene, avessero mutato lo scenario ma non l'essenza. In realtà, la conformazione e formazione di Chipilo, con la sua lingua e cultura conservate, sono state molto più complesse della storia d'amore incondizionato di un singolo comune in un continente lontano.
Soltanto a Chipilo, furono 27,34% segusinesi contro 72,66% italiani nell’insediamento ufficiale secondo l'elenco del governo messicano nel dicembre 1882, che contava 534 italiani immigrati tra veneti, lombardi, genovesi, trentini, friulani e persino una famiglia di Luogosano. Sempre secondo Montagner, furono 882 veneti emigrati in Messico dalle province di Venezia, Verona, Padova ma, soprattutto, dalle province di Treviso e Belluno.
Nonostante la versione ufficiale accreditata nel 1982 dopo il gemellaggio di Segusino con Chipilo, quel comune trevigiano non conosce la data esatta in cui arrivarono in Messico i primi 65 segusinesi: non arrivarono il 2 ottobre 1882 sul piroscafo Atlantico direttamente a Chipilo, ma il 24 febbraio 1882 sul piroscafo Messico verso le colonie di nome Porfirio Díaz o Barreto nello stato di Morelos, La Aldana nell'attuale Azcapotzalco e La Díez Gutiérrez a San Luis Potosí.
Dopo il clamoroso fallimento in pochi mesi della colonia di Morelos, diversi immigrati, soprattutto veneti e lombardi, furono trasferiti in altre colonie, tra cui 97 persone all’attuale Chipilo (40 veneti e il resto lombardi, friulani, la famiglia di Luogosano e un trentino), il 1º luglio 1882, tre mesi prima della fondazione ufficiale della colonia Fernández Leal (come fu chiamata Chipilo per quasi 20 anni), e tra i 40 veneti giunti quel 1º luglio non c'era un solo segusinese. I primi veneti di Chipilo furono 31 persone di Volpago e 9 di Santa Maria di Sala, quindi le varietà fondatrici dell'attuale cipilegno furono quella volpaghesa e quella di Caltana, anche se di loro rimase solo la famiglia Mion, di Selva nel 1883. La prima volta che la lingua veneta risuonò sulla terra e nell'aria di Chipilo fu con queste varietà linguistiche: loro, e soprattutto il Mion, furono i pionieri del fenomeno linguistico e culturale di Chipilo che Segusino volle monopolizzare per le sue iniziative politiche; un fenomeno che non è nemmeno esclusivo dei Mion, ma piuttosto un'opera collettiva e sociale di cui nessun comune d'oltremare ha il diritto di vantarsi come se fosse un suo prolungamento naturale: un'opera di sopravvivenza attraverso lingua e l'identità che appartiene soltanto a Chipilo.
Nonostante ciò, nel corso degli anni e per l'influenza della famiglia segusinese di cognome Zanella-Coppe, detti “Andolet”, e dei loro discendenti, e poi con il gemellaggio del 1982, è nato quello che Montagner chiama il fenomeno della segusinizzazione della storia, cultura e lingua di Chipilo, fenomeno sostenuto principalmente ma non solo dall'ex sindaco Agostino Coppe. Nonostante lo studio di Montagner sia stato pubblicato all'inizio del 2022, nessuno ha menzionato negli eventi per il 40º anniversario del gemellaggio tra Segusino e Chipilo le recenti informazioni storiche sul numero specifico di segusinesi emigrati in Messico, la loro colonia di destinazione e la data del loro arrivo. Con onorevoli eccezioni, la versione di Segusino continua ad essere sostenuta anche da artisti e intellettuali cipilegni funzionali a una tale visione vicina alla politica ma lontana dalla realtà storico-culturale.

### Simboli
Lo stemma e il gonfalone sono stati concessi con decreto del presidente della Repubblica del 15 luglio 1982.
Il gonfalone è drappo partito di bianco e di rosso.

## Monumenti e luoghi d'interesse

### Stramare
Stramare è la più piccola delle due frazioni di Segusino, nata nel '600 come luogo di rifugio delle popolazioni provenienti dall’Istria, ha da sempre offerto ai suoi abitanti infinite risorse quali legna e acqua (che hanno permesso ai primi abitanti di trovare profitto nella produzione del carbone che veniva poi venduto alle città della pianura).
Il borgo è visibilmente fermo alla prima metà del Novecento, quando si contavano circa 130 abitanti e quando l'avvento delle prime fabbriche non aveva ancora reso Segusino un centro industrializzato. Negli anni sessanta, infatti, le industrie segusinesi hanno portato le persone che vivevano nel piccolo borgo a trasferirsi in paese per cercare le migliorie che le nuove modalità di lavoro potevano offrire.
Attualmente Stramare risulta disabitato: le case del borgo sono prevalentemente abitazioni secondarie sfruttate maggiormente nel periodo estivo, ovvero quando il borgo si presenta, grazie alla sua ubicazione, fresco e ventilato.
Il santo patrono della frazione è san Valentino: il 14 febbraio infatti la borgata si anima e si riempie di persone che, dopo la S. Messa nella caratteristica chiesetta e il consueto concerto della Banda Municipale, festeggiano assieme. Un altro importante momento per Stramare è il periodo natalizio: inserite nel programma "Alla scoperta dei presepi e dei borghi di Segusino", si organizzano infatti visite guidate nel borgo.

### Milies
La frazione di Milies è la più grande e la più elevata delle frazioni del comune di Segusino.
Da segnalare sono la chiesetta di Santa Maria Ausiliatrice e i numerosi viottoli che si perdono tra i cortili delle case in muratura.

### Architetture religiose

#### Chiesa parrocchiale di Santa Lucia
La chiesa parrocchiale di Segusino, intitolata a Santa Lucia Vergine e Martire, è stata profondamente restaurata dopo le distruzioni della Grande Guerra e consacrata nel 1921. In stile neogotico, conserva, tra l'altro, un altare della Madonna, opera in marmorino di Giuseppe Segusini con colonne in marmo rosso di Verona.

#### Chiesa di San Valentino
Si trova a Stramare, affacciata su una caratteristica piazzetta e affiancata da una fontana fatta di un unico blocco di pietra proveniente dalla Val di Non. Il san Valentino, oggi più noto come protettore degli innamorati, era tradizionalmente invocato contro l'epilessia, un tempo chiamata “Mal Caduco”. La costruzione della chiesetta risale al XIX secolo; fu tuttavia distrutta durante la Grande Guerra e ricostruita negli anni 1922-1923. Presenta una navata rotonda e un presbiterio rettangolare che conferiscono all'edificio un'ottima acustica.

#### Chiesa di Santa Maria Ausiliatrice
La borgata di Milies ospita la chiesetta dedicata a Santa Maria Ausiliatrice, più nota come "chiesetta degli Alpini". Risalente al 1875 e anch'essa distrutta dai bombardamenti, fu ricostruita nel 1922. Oggetto di recente restauro esterno ed interno si presta adeguatamente sia alle sante messe estive sia all'annuale raduno del gruppo Alpini nell'ultima domenica di luglio.

### Aree naturali

#### Frassino monumentale
In località Molvine sorge un grande Fraxinus excelsior, la cui circonferenza è di 4 metri, per un'altezza di 20; è classificato nella lista dei circa 22.000 alberi monumentali italiani tutelati dalla guardia forestale e uno dei 16 dislocati in provincia di Treviso.

## Società

### Evoluzione demografica
Abitanti censiti

Nel 2023 i nati sono stati 13 (9,8‰), i morti 26 (12,3‰) con un decremento naturale di -13 unità rispetto al 2022 (-2,5‰).

### Etnie e minoranze straniere
Al 31 dicembre 2023 gli stranieri residenti nel comune erano 149, ovvero l' 8,2% della popolazione. Di seguito sono riportati i gruppi più consistenti:
1. Marocco 46
2. Cina 30
3. Ucraina 17
4. Romania 13

## Economia
Dopo la seconda guerra mondiale il Capitano Guglielmo Zancaner insediò in centro al paese la prima fabbrica di occhiali (la “Filos”) in grado di offrire svariati posti di lavoro. Da qui sorsero nuovi fabbricati abitativi e produttivi e la planimetria urbana si allargò. Con il trainante settore dell'occhialeria e la specializzazione acquisita, parecchi operai diventarono loro stessi degli imprenditori protagonisti, dando vita ad un vertiginoso moltiplicarsi di laboratori, imitati poi negli anni a seguire anche dai comuni limitrofi. Pur avendo risentito della crisi internazionale che ha aperto il terzo millennio, Segusino è tuttora ricco di artigianato e di industria: dall’occhialeria, al lampadario, all’abbigliamento.

## Cultura

### Eventi
- Festa della Birra in estate
- Antica Fiera Franca del Rosario in autunno
- Sagra parrocchiale di Santa Lucia
- Alla scoperta dei presepi e dei borghi di Segusino
- Ndar e tornar dal Doc, 2 giugno: corsa non competitiva in montagna (di 13 km presso Milies di Segusino)
- Extreme Badalis: gara di sci alpinismo a coppie, organizzata dallo sci club di Valdobbiadene (partenza e arrivo presso Milies di Segusino).
- Mercatini di Natale

### Narrativa
A Segusino è ambientato parte del romanzo storico e bestseller italiano Oltre le stelle del romanziere laziale Antonio Valerio Fontana.
Il romanzo Wasere cuore di drago dello scrittore Gian Berra narra di una vicenda ambientata a Segusino negli anni precedenti la prima guerra mondiale.

## Amministrazione

### Gemellaggi
- Chipilo, dal 1982
- Saint-Jory, dal 1997